# Venegono Superiore
Venegono Superiore – miejscowość i gmina we Włoszech, w regionie Lombardia, w prowincji Varese.
Według danych na rok 2004 gminę zamieszkiwało 6735 osób, 1122,5 os./km².
W miejscowości ma swoją siedzibę Alenia Aermacchi - firma produkująca sprzęt lotniczy i komunikacyjny.